# Hedychium
Hedychium és un gènere botànic de planta perenne nativa d'Àsia tropical, i dels Himalàies, comunament aconsegueix 12-18 dm d'altura.

## Nom comú
Flor de garland, lliri ginger, ginger kahili.
Algunes espècies són ornamentals.
L'Hedychium coronarium és la "Flor Nacional de Cuba", coneguda allí com a "flor de papallona" literalment a causa de la seva semblança amb la "papallona blanca". Aquesta particular espècie té una increïble fragància, i les cubanes usaven el seu perfum en els temps de la colonització realista.
És molt comú a Brasil i la hi considera herba maletícia. Va ser introduïda allí en l'era de l'esclavitud, pels esclaus africans.

## Taxonomia
- Hedychium aurantiacum
- Hedychium coccineum
- Hedychium coronarium
- Hedychium densiflorum
- Hedychium ellipticum
- Hedychium flavescens
- Hedychium gardnerianum
- Hedychium spicatum